# Rahonca
Rahonca (ukránul: Оріховиця) település Ukrajnában, Kárpátalján, az Ungvári járásban.

## Fekvése
Ungvártól északkeletre, Nevicke, Felsődomonya, Árok és Sztrippa közt fekvő település.

## Története
A 18. század végén Vályi András így ír róla: „RAHONCZA. Orichovecz, Rohoncze. Orosz falu Ungvár Vármegyében, földes Ura a’ Kir. Kamara, lakosai ó hitüek, fekszik Árokhoz nem meszsze, határjának középszerű mivóltához képest, második osztálybéli.”
Fényes Elek 1851-ben kiadott geográfiai szótárában így ír a faluról: „Rahoncza, orosz falu, Ungh vmegyében, ut. p. Ungvárhoz keletre 1 1/2 mfdnyire: 7 romai, 418 g. kath., 12 zsidó lak. Vizimalom. Hegyes, erdős vidék. F. u. a kamara.”
A trianoni béke előtt Ung vármegye Ungvári járásához tartozott. Az első világháborút követően a községet a mesterségesen létrehozott Csehszlovákiához csatolták, majd 1938-tól ismét Magyarországhoz tartozott 1944 őszéig, amikor a szovjet csapatok megszállták.
Ennek következtében 1945-ben az Ukrán Szovjet Szocialista Köztársaság, s ezzel együtt a Szovjetunió részévé vált. 1991 óta a független Ukrajna része.

## Népessége
1910-ben 543 lakosából 17 magyar, 526 ruszin volt; ebből 21 római katolikus, 503 görögkatolikus, 17 izraelita volt.
| 2001 | 603 |

A népesség anyanyelv szerinti megoszlása a teljes népesség %-ában (2001)